# Don't Say a Word
Don't Say a Word е четвъртото ЕР на финландската пауър метъл група Соната Арктика. Записано е в студио „Tico Tico“. Автор на музикалната обложка е Janne Pitkänen.

## Участници
- Тони Како – вокали
- Яни Лииматайнен – китара
- Томи Портимо – ударни
- Марко Паасикоски – бас китара
- Хенрик Клингенберг – клавишни